# Karl August Dominikus Unterholzner
Karl August Dominikus Unterholzner (3. února 1787, Freising – 25. března 1838, Vratislav) byl německý vysokoškolský profesor a právník.
Narodil se roku 1787 v bavorském městě Freising. Dětství strávil ve velmi nuzných podmínkách. Ve svém rodném městě navštěvoval a absolvoval střední školu a poté začal studovat filozofii a následně práva na univerzitě v Landshutu. Od roku 1807 studoval na Göttingenské univerzitě, kde následně začal učit. Roku 1809 získal titul doktora práv na univerzitě v Norimberku a ve stejném roce se vrátil na svou almu mater do Landshutu.
Roku 1812 nastoupil na nově založenou Vratislavskou univerzitu jako profesor práva. Roku 1815 se stal královským knihovníkem a v letech 1820–1821 a 1834–1835 byl zvolen rektorem. Zemřel ve Vratislavi roku 1838.